# Navalisation
Cet article possède un paronyme, voir Nasalisation.

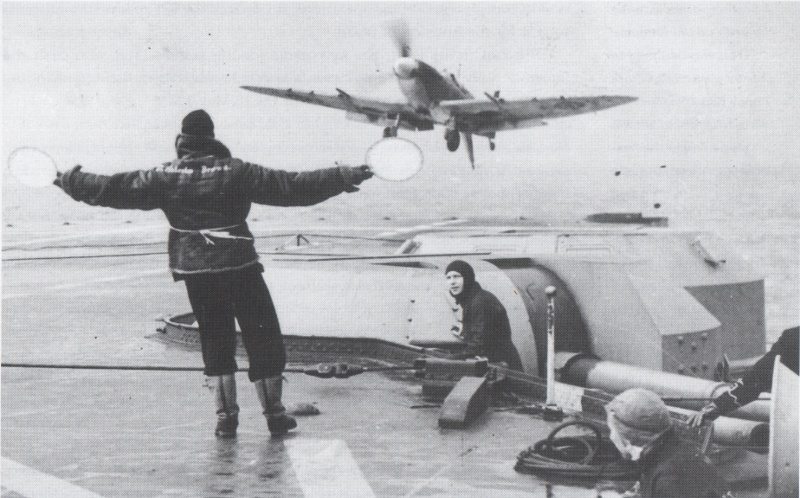
Un Seafire se prépare à apponter durant la Seconde Guerre mondiale.

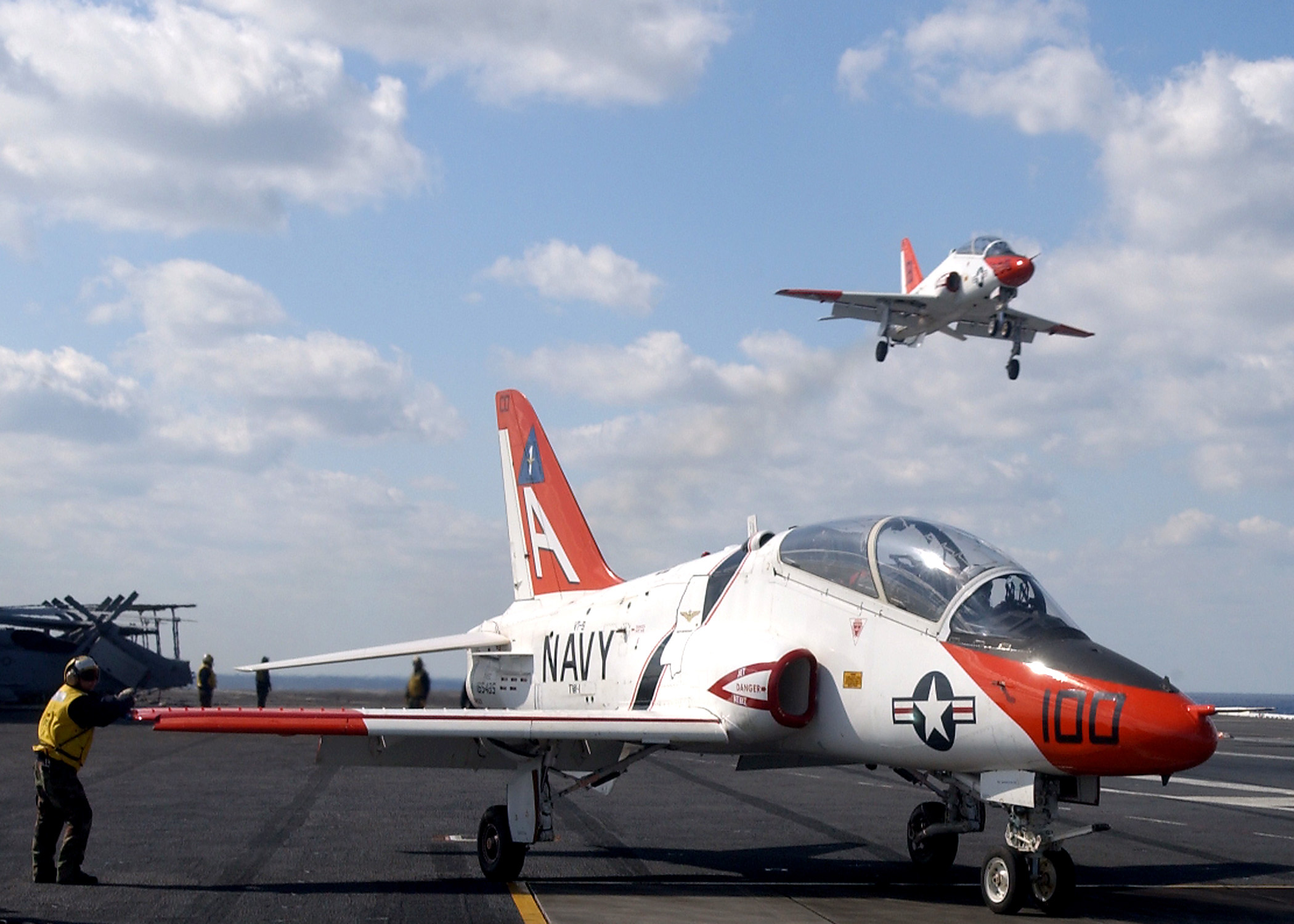
L'avion d'entraînement embarqué T-45 Goshawk est l'exemple type d'un avion navalisé. Il tire ses origines du Hawk britannique.

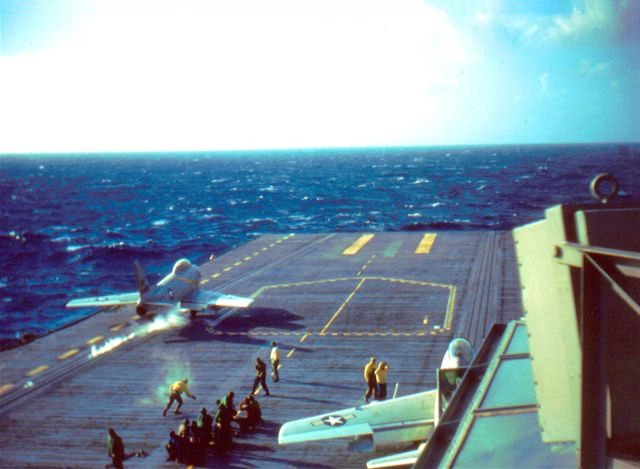
Sur ce FJ-3 Fury vu ici en 1957 la parenté avec le Sabre saute aux yeux.

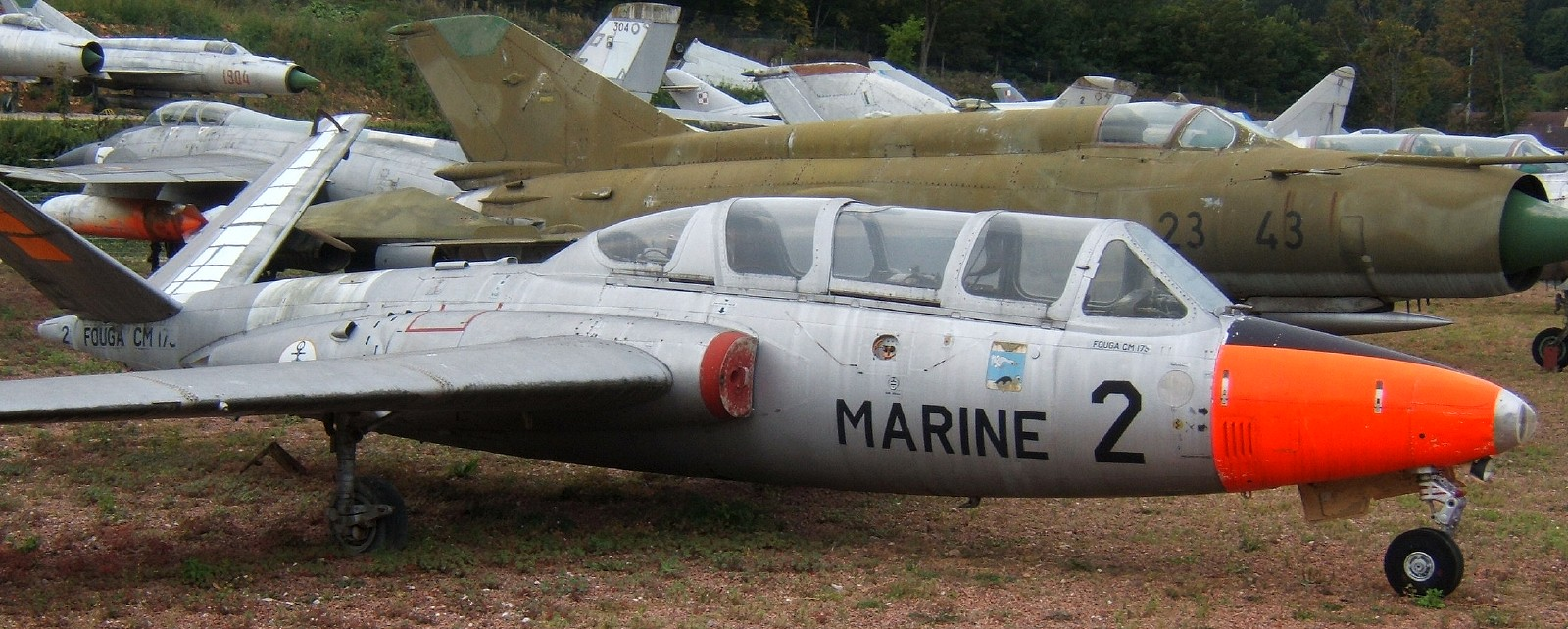
Fouga Zéphyr, version navalisée du Magister.

La navalisation est, en aéronautique, l'adaptation à un navire porte-avions ou porte-hélicoptère, d'un aéronef conçu pour décoller et se poser depuis un aérodrome.

## Origines
Le terme est un néologisme du jargon de l'aéronautique,.

## Aspects techniques
La navalisation d'un avion nécessite l'ajout d'une crosse d'appontage, d'un crochet d'élingue pour le catapultage et, en général, le renforcement du train d'atterrissage, ainsi que de tout ou partie de la structure (en particulier la zone qui est reliée à l'élingue de retenue (« holdback ») sur certains avions). Un mécanisme permettant de replier tout ou partie de l'aile facilite le parcage des avions dans les hangars des ponts inférieurs. Une protection supplémentaire de la structure et du moteur contre les embruns est utile ainsi qu'une adaptation de l'avionique. Le train d'atterrissage peut également être modifié pour avoir un débattement plus important, afin d'améliorer la portance aux basses vitesses.
La navalisation d'un hélicoptère nécessite l'ajout d'un crochet d'arrimage et d'un mécanisme de repliement des pales du rotor principal, manuel ou hydraulique. Certains hélicoptères, comme le Panther sont également dotés d'un harpon pour faciliter l'appontage sur les plateformes des frégates en mer agitée.
La susceptibilité électromagnétique des circuits électriques et électroniques doit être améliorée. C'est en particulier le cas des hélicoptères qui sont en vol stationnaire relatif par rapport au navire pendant les phases de décollage et d'atterrissage et restent donc longtemps à proximité des systèmes radiofréquences du navire.
Globalement, la navalisation d'un appareil entraîne une augmentation de sa masse à vide, et des compromis doivent parfois être trouvés pour compenser cette prise de poids, comme la diminution de la masse des armes embarquées ou la modification de la forme et la surface de l'aile.

## Exemples d'aéronefs navalisés
- États-Unis :
  - Le Bell FL-1 Airabonita[3] est la version navalisée du P-39 Airacobra.
  - Le North American FJ-2/3/4 Fury est la version navalisée du F-86 Sabre.
- États-Unis &  Royaume-Uni :
  - Le McDonnell Douglas T-45 Goshawk[4] est la version navalisée du British Aerospace Hawk.
- France :
  - Le Fouga CM-175 Zéphyr est la version navalisée du Fouga CM-170 Magister.
- France &  Royaume-Uni : 
  - Le Jaguar M[5] est la version navalisée du SEPECAT Jaguar.
- Russie : 
  - Le Mikoyan MiG-29K[6] est la version navalisée du MiG-29 Fulcrum.
- Royaume-Uni : 
  - Le Supermarine Seafire est la version navalisée du Supermarine Spitfire.

## Cas particuliers
Le Dassault Rafale M ne peut être considéré comme une version navalisée du Rafale C, puisqu'il s'agit d'une variante embarquée, conçue ab-initio comme telle.
En outre la navalisation apparaît parfois également comme la certification d'aptitude d'un aéronef militaire à servir à partir d'un navire. C'est notamment le cas de la majorité des hélicoptères militaires.
À l'inverse des aéronefs embarqués ont été adaptés aux opérations terrestres, notamment durant la Seconde Guerre mondiale. Le Douglas A-24, alter-égo non-naval du SBD Dauntless en est un exemple criant. De même des chasseurs embarqués ont été acquis, sans modifications pour des opérations uniquement terrestres, comme les McDonnell Douglas F/A-18 Hornet koweïtiens. De même le F-16N n'est pas une version navalisée du General Dynamics F-16 mais une série de machines classiques utilisées par l'US Navy dans le rôle d'Agressors, c'est-à-dire destinées à simuler des chasseurs soviétiques (le F-16N est en fait plus léger qu'un F-16 normal car il n'emporte pas d'armement interne ou externe).